# Daae
Daae är en norsk släkt, som har producerat åtskilliga präster och ämbetsmän. Släkten kan med säkerhet föras tillbaka till Jonas Edvardsen Daae (död 1688), köpman i Trondheim. Hans son, sognepræsten i Vik, prosten Anders Daae (1680–1763), gift med Birgitta Munthe (1686-1770), blev stamfader till en av Vestlandets största ämbetsmannasläkter. Han var far till magister Ludvig Daae (1723–1786), sognepræst i Lindås, som hade fem söner, som alla blev präster. Från dem härstammar släktens olika grenar.
- Anders Daae (1758–1816), prost och sognepræst i Leikanger, var farfar till bröderna  Anders Daae (1838–1910) och tulldirektören i Kina, Iver Munthe Daae (1845–1924). Den förstnämnde var far till sanitetsgeneral Hans Daae (1865–1926).

- Johan Christopher Haar Daae (1759–1827), sognepræst i Veøy, var far till kapten Ludvig Daae (1792–1879), som köpte storgården Solnør i Skodje. Han var far till ägaren av Solnør, tullkassören, statsrådet och stortingsmannen Ludvig Daae (1829–1893).

- Iver Munthe Daae (1771–1849), prost och sognepræst i Fana, var far till stiftsprosten i Bergen, stortingsmannen Claus Nils Holtzrod Daae (1806–1896).

- Ludvig Daae (1774–1843), sognepræst i Gloppen, var farfar till historikern, professor Ludvig Ludvigsen Daae (1834–1910).

- Christen Daae (1776–1854), liksom fadern sognepræst i Lindås, var far till politikern och historikern, professor Ludvig Kristensen Daa (1809–1877).